# Konklúzió
Konklúzió: következmény, zárótétel: a következtetés eredményeként kapott tétel, ill. állítás (logikai következményreláció)

## Definíció
Konklúzió (lat. conclusio), következtetés. Neve a gondolkodás ama műveletének, mely által adott ítéletekből új ítéletet származtatunk. A következtetést két fajra szokás osztani: az egyik az egyetemesből a részlegeshez vagy egyeshez jut, ez a szillogizmus a szó szoros értelmében. A másik a részlegesből indul s az egyetemesre következtet, ez az indukció. Némelyek még az analógia-következtetést is külön fajnak tekintik, amely az egyesből vagy részlegesből más egyesre vagy részlegesre következtet. Minden szillogizmus két ítélet egybekapcsolásából áll s az összetettebb formák is erre az egyszerűre vezethetők vissza, illetőleg ily egyszerűekből állanak. Két ítélet pedig csak akkor kapcsolható egybe, ha közös fogalom találtatik bennük. A két ítéletnek a közös fogalom által közvetített kapcsolata az a művelet, melyet szill.-következtetésnek nevezünk. A szillogizmusnak különböző fajtáit, e fajták jelzését, érvényességük föltételeit a középkorban Aristoteles tanítása alapján, kinek elméletét lényegesen nem módosíthatták, nagy és pedantikus gonddal állították össze és egy mesterséges formalisztikus rendszerré fejlesztették barbár szimbolikával, melynek a skolasztikusok szőrszálhasogató vitatkozásaikban nagy hasznát vették. E visszaélések okozták, hogy Descartes, mind Bacon egyaránt a tudományos haladás akadályának tekintették a szillogizmust s haszontalannak, értéktelennek nyilvánítván, hévvel küzdöttek ellene. Minthogy a középkori terminológia még ma is fennáll, ennek megértésére a következőkről kell tudomást venni. A két ítéletet, melyből következtetünk, előzményeknek, premisszáknak nevezik; a leszármaztatott új ítéletet következménynek (conclusio), a két előzményes ítélet közös fogalmát középső fogalomnak (terminus medius), a következmény alanyát alsó (terminus minor), állítmányát felső (terminus major) fogalomnak. Ennek alapján azután az előzmények két ítéletét is megkülönböztethetjük egymástól. Amelyikben a felső fogalom, a major, foglaltatik, annak a neve felső tétel (propositio major), amelyikben a minor fordul elő, az az alsó tétel (propositio minor) s a következményt most jobban záró tételnek (conclusio) nevezhetjük. A középső fogalom, melynek jele M (medius), az előzményekben négyféleképp fordulhat elő: 1. lehet a felső tételben alany, az alsóban állítmány; 2. a felső és alsó tételben állítmány; 3. a felső és alsó tételben alany; 4. a felső tételben állítmány, az alsó tételben alany.
(...)
Összetett következtetések több oly egyszerű következtetésből állanak, melyeknek közös tételeik vannak. Ha a tételek mind felsoroltatnak, az összetett következtetés neve következtetések lánca.
(Révai Nagy Lexikona)
következtetés: köznapi értelemben adott ismeretekből elmélkedéssel új ismerethez jutás. A logikában az ismereteket állításokkal kifejezve, a következtetés során állítások egy összességéből – a premisszákból – nyerhető újabb állítás, a következtetés konklúziója. Logikailag helyes, ha a premisszák igazsága logikai értelemben kizárja a konklúzió hamisságát; ezt deduktív következtetésnek nevezik. Az ún. induktív következtetések, valamint a logikai elemzést nélkülöző köznapi következtetések esetén a konklúzió – a premisszák igazsága esetén is – tévesnek bizonyulhat.
következményreláció: (log) Állítások (premisszák) egy összessége következményrelációban áll egy állítással (a konklúzióval), ha a premisszák igazsága összeférhetetlen a konklúzió hamisságával, éspedig pusztán a szereplő állítások logikai szerkezete (a bennük szereplő logikai szavak jelentése) alapján. A formalizált logikai rendszerekben az állításokat a logikai szerkezetüket kifejező formulákkal helyettesítik, s a következményrelációt ezek körében definiálják. A szemantikus felépítésű rendszerekben ált. így értelmezik: egy φ formulaosztálynak (ennek elemei a premisszák) logikai következménye az A formula (ez a konklúzió), ha nincs olyan interpretáció (a rendszer szabályai értelmében), amelyben φ elemei együtt igazak, de A hamis. Jelölése: φ╘ A. Ez igen „gyönge” következményreláció, mert ha φ kielégíthetetlen (ellentmondásos), akkor bármely formula következménye neki, ha pedig A logikai igazság, akkor bármely premisszaosztálynak következménye. Szigorítható azzal a kikötéssel, hogy a premisszaosztály minden interpretációja foglalja magában a konklúzió interpretációját is.
Premissza: (mat, log) következtetésekben az a feltevés, amelyből a konklúziót levezetik. (Magyar Nagylexikon)

## Érv, érvelés
Az érvelés kijelentések olyan sorozata, mellyel egy állítás általános elfogadhatóságát akarjuk növelni.
Elemei: premissza + konklúzió = érv
Az érvelésnek kettős célja van, meggyőzés (attitűdváltoztatás) és igazolás. A célja emellett egy állítás alátámasztása, növeli, vagy csökkenti egy kijelentés elfogadhatóságát.
A konklúzió az, amit alá akarunk támasztani az érvelési folyamat során. Lehet több is belőle egy szövegben, előadásban, de ilyen esetben általában ezek egymás alá vannak rendelve (részkonklúziók + főkonklúzió), vagy több érvelés jelenik meg párhuzamosan.
A premissza az, amivel alá akarom támasztani a konklúziót. Premisszából akármennyi lehet egy szövegben, még olyanból is, amik valóban a konklúzió alátámasztására szolgálnak. Egy adott szöveg azonban tartalmazhat irreleváns állításokat is, de ezek nem számítanak premisszának.
A következtetést, vagy konklúziót szűkebb értelemben kijelentések közötti viszonyként is meghatározhatjuk. A kijelentés maga a világ bármely tényének kifejezésére szolgáló nyelvi eszköz, mind kijelentő mondatok. Nem minden kijelentő mondat célja, hogy tényeket fejezzen ki! (Például “Jó napot!”). A kijelentéseknek logikai értelemben igazságértéke van. Egy következtetésben a kijelentéseket két csoportra lehet osztani, premisszákra és konklúzióra. A premisszák számára nézve tehát a modern logika nem ismer kikötést, egy következtetés lehet egypremisszás, kétpremisszás stb., egészen a (megszámlálhatóan) végtelen számú premisszáig (sőt, vannak ún. nullapremisszás következtetések is).
Az érvelések rekonstrukciójában is fontos szerepet kap a konklúzió, hiszen ismernünk kell az összes releváns kijelentést, ám a szöveg elolvasása után az első dolgunk a konklúzió megtalálása kell, hogy legyen. Hiszen ahhoz, hogy tudjuk, mivel támasztunk alá valamit, tudnunk kell, hogy mit: a konklúzió tehát az érv centruma. A konklúzió azonosítása nem mindig egyszerű, hiszen formailag bárhol elhelyezkedhet, a szöveg elején, végén, közepén, de akár a szövegen kívül is. A konklúzió lehet implicit, azaz rejtett, kimondatlan, ilyenkor az érvelés csak sejteti azt, ilyenkor nem találjuk meg a szövegben. Az ilyen implicit konklúzió manipulatív lehet, hiszen kevésbé vagyunk kritikusak egy olyan érveléssel, ahol a következtetést nem mondják ki velünk szemtől-szemben. Ráadásul, mivel nincs kimondva, a klasszikus nyelvfelfogás szerint nem számon kérhető (pragmatikailag igen!).
A tartalmas vita feltétele, hogy tárgya, illetve a vizsgálat szempontjai világosan körülhatároltak és kimondottak legyenek. Csak ez teszi lehetővé az irrelevanciák észlelését, és leválasztását a releváns nézőpontokról és érvekről, és a vita mederben tartását.
Ugyanilyen okból a szóbeli érvelések esetében mindenképpen az érvelés elején, lényegében a nyitó mondatokban célszerű kimondani a konklúziót vagy tézist, azaz hogy mi mellett, és milyen szempontból kívánunk érvelni. A konklúzió világossá tételére érdemes használnunk a fentebb már látott argumentatív performatív kifejezéseket:
- “Amellett kívánok érvelni, hogy...”
- “Álláspontom az, hogy....”
- “Azt képviselem, hogy...”
- “Azon az állásponton vagyok, hogy...”

Van, amikor a konklúzió kimondása már magában foglalja a nézőpontot is, de gyakorta érdemes külön kimondani, és ezzel kiemelni, hogy milyen nézőpontból érvelünk. Kényes témák, sztereotípiákat előhívó kérdések esetében még gyakran ez is kevés: ilyenkor azt is célszerű kimondanunk, hogy mi mellett nem kívánunk érvelni, vagy hogy milyen szempontból nem kívánunk érvelni az adott dolog mellett.A szóban előadott érvelések esetében az érvelő lényegében csak a befogadó memóriájára tud hagyatkozni, amelyet viszont könnyű túlterhelni. Így nagy a félreértés, a meg nem értés, a pontatlan felidézés kockázata. Ez a táptalaja a téves, illegitim bírálatnak, sőt, az erősen támadó, agresszív hangnemű kritikának is. Emiatt különösen fontos, hogy az érvelő saját maga és közönség számára már mondandója elején a lehető leghatározottabban, a legvilágosabban és a lehető legélesebben formában kimondja a konklúziót. Látnunk kell: amit megtehetünk a vita elején, azt nem tehetjük meg a közepén vagy a végén. Ha megpróbálkozunk vele, nem érjük el ugyanazt a meggyőző hatást.

## Konklúzió válfajai
Az explicit, kimondott konklúzió (például: "Éhes vagyok- Van étel a hűtőben. Megeszem, kajakóma.) megtalálásában tartalmi és formai elemek is segíthetnek. Ilyen formai elem egy írás címe és alcíme is, rendszerint együtt, hiszen valamilyen formában a konklúzió jelzésére szolgálnak. Emellett az írást bevezető “szövegfej” (lead nem kopf?:D) és tudományos írásművek esetén az absztrakt is segítségünkre lehet. Tartalmi elemek az úgynevezett konklúziójelzők lehetnek, ezek például: “tehát, eszerint, következésképpen ennek megfelelően, azt kapjuk, hogy a fentiekből folyik ezért egyszóval innen adódik, arra jutunk, hogy tehát, vagyis, azaz, így aztán, következésképpen, mindent összevetve, a korábbiak folyományaként, így ekként, ebből adódik, ilyenformán mindezek után világos, hogy az előbbiek alapján látható, hogy végeredményben, ezért aztán, összességében”. A felismerést vezető kérdések is segíthetik, amik a figyelmünket irányítják, ezek az implicit konklúziók azonosításában főleg fontosak. Ilyen lehet például, hogy “mit bizonyít a szöveg?”, vagy “mi következik az elmondottakból?”.

## Konklúzió vizsgálata
Lehetséges a konklúzió és a premisszák viszonyának logikai vizsgálata is, ami a következmény relációt értékeli. Ekkor nem a premisszák igazságát vizsgáljuk, mivel ez nem garantálja a konklúziót, más értékelési eljárásra van szükség. Deduktív érvelés esetén, amit a formális logika vizsgál, a premisszák igazsága szükségszerűen maga után vonja a konklúzió igazságát. Ezzel szemben induktív érvelés esetén a premisszák igazsága valószínűsíti a konklúzió igazságát, ezt az informális logika vizsgálja.